# シルショ
シルショ（アルメニア語:Սիրուշո / Sirusho）、本名:シルヒ・ハルトゥニャン（Սիրուհի Հարութունյան / Sirouhi Haroutounyan、1987年1月7日 - ）は、アルメニアの歌手である。

## 来歴

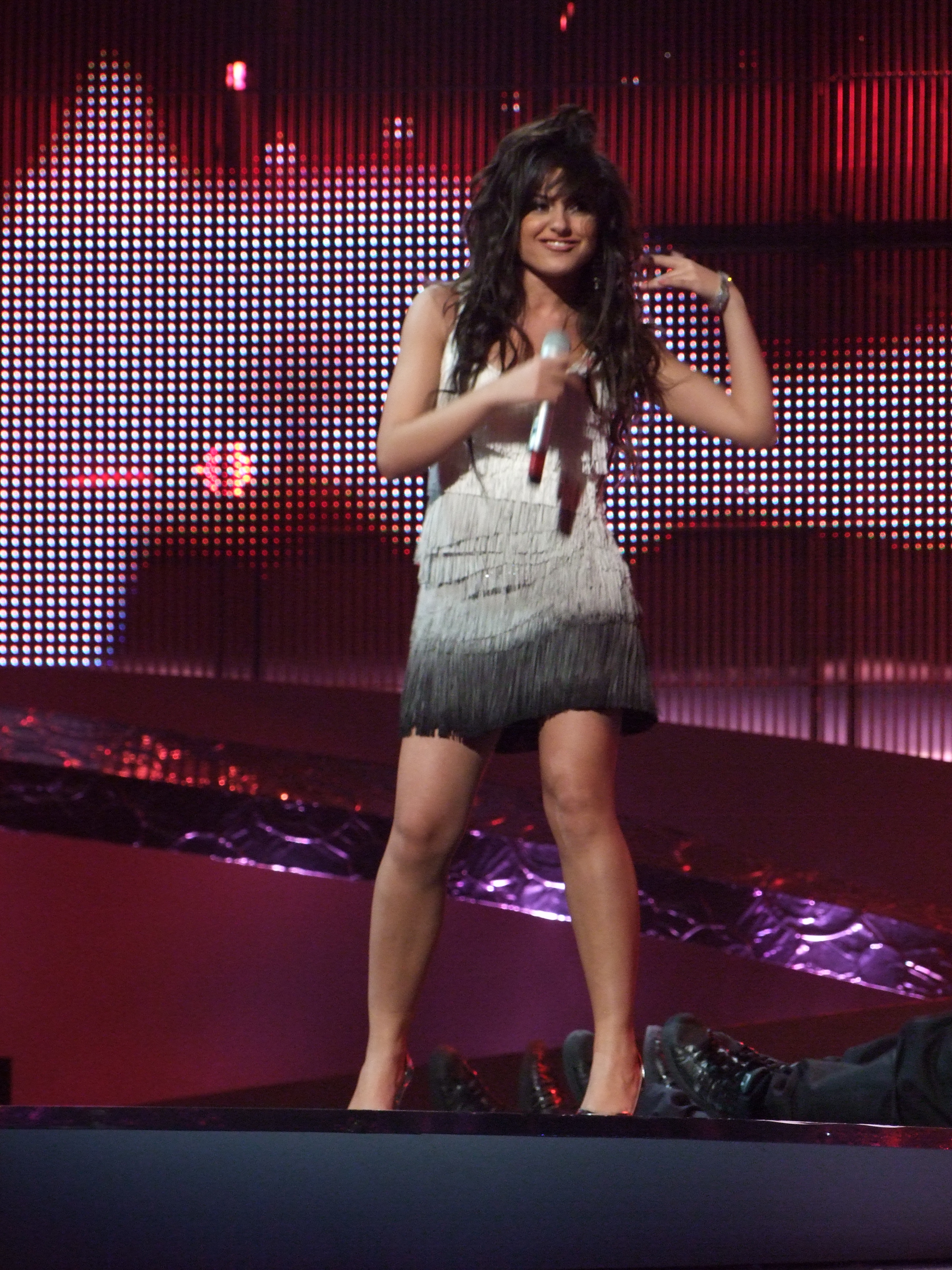
シルショ、セルビアのベオグラードで行われたユーロビジョン・ソング・コンテスト2008にて。

ソビエト連邦・アルメニア・ソビエト社会主義共和国の首都イェレヴァンに、芸能人の両親のもとに生まれた。。父親は俳優・監督であり、母親は歌手であり、共にアルメニア名誉芸術家となっている
7歳のときに歌唱、作詞、作曲を始め、9歳にして自ら作詞・作曲し歌った「Lusabats」が賞を受けた。2000年、13歳のときに初のソロ・アルバム『Sirusho』を製作・発売し、北米や中近東、ヨーロッパの各国をツアーした。2005年には2枚目のアルバム『Sheram』を発売し、アルメニア国家音楽賞にてアルバムは年間最優秀アルバム、また自身は年間最優秀女性アーティストの賞を受けた。また、2006年にはモスクワでの在ロシア・アルメニア人ディアスポラ音楽賞にて年間最優秀女性アーティストの賞を受けた。2007年には3枚目のアルバム『Hima』を発売し、また在米アルメニア人ディアスポラによるアルメニア音楽賞（Armenian Music Awards）およびアルメニア金星賞で年間最優秀女性アーティストとなった。2008年にはアルメニア国家音楽賞で再び年間最優秀女性アーティストとなった。
セルビアのベオグラードで開かれるユーロビジョン・ソング・コンテストの2008年大会にアルメニア代表として参加し、H・A・デル＝ホヴァギミャン（H.A. Der-Hovagimian）と共同で製作した楽曲「Qélé, Qélé」を歌った。楽曲は準決勝を2位で通過し、決勝で4位となる大健闘をみせ、ヨーロッパ各国で人気となった。また、同2007年大会と2009年大会ではアルメニアの投票結果を会場に伝えるスポークスパーソンを務めた。「Qélé, Qélé」のギリシャでの人気から、シルショは初めてのギリシャ語の楽曲「Erotas」を製作し、アルメニア、ギリシャとキプロスで発売した。
また2009年には、同じくユーロビジョン・ソング・コンテストの2008年大会にそれぞれイスラエル代表とセルビア代表として参加したボアズ・マウダ（Bo'az Ma'uda）、イェレナ・トマシェヴィッチとの共作「Time to Pray」も製作している。
ユーロビジョン・ソング・コンテスト2009年大会では、アルメニア代表のインガ&アヌシュの楽曲が紹介される前の短編ビデオに、法的にはアゼルバイジャン領とされ、アルメニアとの間で係争のあるナゴルノ・カラバフにある『我らの山』を含めることをめぐって、騒動に発展した。シルショはこの年の大会のアルメニアの投票結果をモスクワの会場に伝える場面で、『我らの山』が写されたボードを手に持ち、これを何度も画面上に見せた（ユーロビジョン・ソング・コンテスト2009#アルメニアとアゼルバイジャンを参照）。

## アルバム
- 2000年: Sirusho
- 2005年: Sheram
- 2007年: Hima